# Liste der Einträge im National Register of Historic Places im Coles County

Lage des Coles County in Illinois

Die Liste der Einträge im National Register of Historic Places im Coles County in Illinois führt alle Bauwerke und historischen Stätten im Coles County auf, die in das National Register of Historic Places aufgenommen wurden.

## Aktuelle Einträge
| [ 2 ] | Name                                                | Bild                                     | Eintragsdatum        | Lage                                                          | Ort        | Beschreibung |
| ----- | --------------------------------------------------- | ---------------------------------------- | -------------------- | ------------------------------------------------------------- | ---------- | ------------ |
| 1     | Airtight Bridge                                     |                                          | 1981 ID-Nr. 81000211 | Nordöstlich von Charleston 39° 32′ 57″ N, 88° 5′ 36″ W        | Charleston |              |
| 2     | Blakeman Bridge                                     |                                          | 1981 ID-Nr. 81000212 | Südöstlich von Charleston 39° 26′ 58″ N, 88° 9′ 1″ W          | Charleston |              |
| 3     | Alexander Briggs House                              |                                          | 1980 ID-Nr. 80001341 | 210 Jackson Street 39° 29′ 36″ N, 88° 11′ 8″ W                | Charleston |              |
| 4     | Coles County Courthouse                             | Coles County Courthouse                  | 1978 ID-Nr. 78001118 | Charleston Public Square 39° 29′ 41″ N, 88° 10′ 28″ W         | Charleston |              |
| 5     | Fifteenth Street and Oklahoma Avenue Brick Street   |                                          | 1999 ID-Nr. 99001357 | 15th Street Ecke Oklahoma Avenue 39° 28′ 14″ N, 88° 21′ 39″ W | Mattoon    |              |
| 6     | Harrison St. Bridge                                 |                                          | 1981 ID-Nr. 81000213 | Östlich von Charleston 39° 29′ 8″ N, 88° 6′ 57″ W             | Charleston |              |
| 7     | Health Education Building                           | Health Education Building                | 1995 ID-Nr. 95000993 | 1611 4th Street 39° 28′ 54″ N, 88° 10′ 35″ W                  | Charleston |              |
| 8     | Illinois Central Railroad Depot                     |                                          | 2002 ID-Nr. 02000098 | 1718 Broadway Avenue 39° 28′ 56″ N, 88° 22′ 33″ W             | Mattoon    |              |
| 9     | McFarland House                                     |                                          | 1991 ID-Nr. 91001690 | 895 Seventh Street 39° 29′ 22″ N, 88° 10′ 25″ W               | Charleston |              |
| 10    | Old Main                                            | Old Main                                 | 1981 ID-Nr. 81000214 | Lincoln Avenue Ecke 7th Street 39° 29′ 3″ N, 88° 10′ 31″ W    | Charleston |              |
| 11    | Pemberton Hall and Gymnasium                        |                                          | 1982 ID-Nr. 82002521 | Lincoln Avenue Ecke 4th Street 39° 28′ 35″ N, 88° 11′ 6″ W    | Charleston |              |
| 12    | Railway Express Agency Building                     |                                          | 1994 ID-Nr. 94000974 | 1804 Western Avenue 39° 28′ 59″ N, 88° 22′ 36″ W              | Mattoon    |              |
| 13    | Richard Roytek House                                |                                          | 2011 ID-Nr. 11000030 | 3420 Richmond Avenue 39° 29′ 7″ N, 88° 24′ 0″ W               | Mattoon    |              |
| 14    | Dr. Hiram Rutherford House and Office               |                                          | 1982 ID-Nr. 82002523 | 14 South Pike Street 39° 38′ 55″ N, 88° 2′ 10″ W              | Oakland    |              |
| 15    | Sixth, Seventh, and Tenth Street Stone Arch Bridges |                                          | 2001 ID-Nr. 01000869 | 6th Street, 7th und 10th Street 39° 29′ 34″ N, 88° 10′ 25″ W  | Charleston |              |
| 16    | Starr Hotel                                         |                                          | 1994 ID-Nr. 94000975 | 1913-1923 Western Avenue 39° 28′ 59″ N, 88° 22′ 44″ W         | Mattoon    |              |
| 17    | Stone Quarry Bridge                                 |                                          | 1981 ID-Nr. 81000211 | Nordöstlich von Charleston 39° 30′ 47″ N, 88° 6′ 57″ W        | Charleston |              |
| 18    | U. S. Post Office                                   |                                          | 1979 ID-Nr. 79000818 | 1701 Charleston Avenue 39° 33′ 21,6″ N, 88° 14′ 46″ W         | Mattoon    |              |
| 19    | Unity Church                                        |                                          | 1982 ID-Nr. 82002522 | 220 Western Avenue 39° 29′ 0″ N, 88° 23′ 0″ W                 | Mattoon    |              |
| 20    | Will Rogers Theatre and Commercial Block            | Will Rogers Theatre and Commercial Block | 1984 ID-Nr. 84001066 | 705-715 Monroe Avenue 39° 29′ 43″ N, 88° 10′ 28″ W            | Charleston |              |

## Frühere Einträge
| [ 2 ] | Name                                                          | Bild | Eintragsdatum        | Lage                                           | Ort     | Beschreibung |
| ----- | ------------------------------------------------------------- | ---- | -------------------- | ---------------------------------------------- | ------- | ------------ |
| 1     | Cleveland, Cincinnati, Chicago and St. Louis Railroad Station |      | 2004 ID-Nr. 86000135 | 1632 Broadway 39° 28′ 57,5″ N, 88° 22′ 27,3″ W | Mattoon |              |